# Dancing in the Dragon's Jaws
| Recensione              | Giudizio    |
| ----------------------- | ----------- |
| AllMusic                | [ 1 ]       |
| Sputnikmusic            | 3.3 (Great) |
| Piero Scaruffi          | [ 3 ]       |
| Dizionario del Pop-Rock | [ 4 ]       |
| 24.000 dischi           | [ 5 ]       |

Dancing in the Dragon's Jaws è il decimo album di Bruce Cockburn, pubblicato dalla True North Records nel 1979.
L'album raggiunse la quarantacinquesima (28 giugno 1980) posizione della classifica statunitense Billboard 200, mentre il singolo Wondering Where the Lions Are, raggiunse la ventunesima (7 giugno 1980) posizione della Chart Billboard Hot 100.

## Tracce
Lato A
Testi e musiche di Bruce Cockburn.
1. Creation Dream – 4:00
2. Hills of Morning – 4:25
3. Badlands Flashback – 6:12
4. Northern Lights – 4:06

Lato B
Testi e musiche di Bruce Cockburn.
1. After the Rain – 3:59
2. Wondering Where the Lions Are – 3:42
3. Incandescent Blue – 4:35
4. No Footprints – 5:38

Edizione CD del 2002, pubblicato dalla True North Records (TND 287)
Testi e musiche di Bruce Cockburn.
1. Creation Dream – 4:01
2. Hills of Morning – 4:31
3. Badlands Flashback – 6:15
4. Northern Lights – 4:11
5. After the Rain – 3:58
6. Wondering Where the Lions Are – 3:42
7. Incandescent Blue – 4:38
8. No Footprints – 5:38
9. Dawn Music – 4:28 – Bonus Track
10. Bye Bye Idi – 3:41 – Bonus Track

## Musicisti
- Bruce Cockburn - chitarra, voce, chimes, sintetizzatore, dulcimer
- Pat Godfrey - pianoforte, marimba
- Pat Godfrey - accompagnamento vocale (brano: Wondering Where the Lions Are)
- Robert Boucher - basso (eccetto nel brano: Wondering Where the Lions Are)
- Larry "Sticky Fingers" Silvera - basso (solo nel brano: Wondering Where the Lions Are)
- Bob DiSalle - batteria (eccetto nel brano: Wondering Where the Lions Are)
- Ben Bow - batteria (solo nel brano: Wondering Where the Lions Are)
- Ben Bow - accompagnamento vocale, coro (solo nel brano: Wondering Where the Lions Are)

Note aggiuntive
- Eugene Martynec - produttore (per la True North Productions)
- Registrazioni effettuate al Manta Sound di Toronto (Canada) nel maggio e giugno del 1979
- Gary Gray - ingegnere delle registrazioni
- Frank Kitson - assistente ingegnere delle registrazioni
- Norval Morrisseau - dipinto copertina album
- Christopher Dew - fotografie interne alla copertina dell'album
- Bart Schoales - art direction[8]